# Bouchra Jarrar
Bouchra Jarrar (ur. 14 listopada 1970 roku w Cannes, we Francji) – francuska projektantka pochodząca z Maroka. 
Od 2010 roku prowadzi także własną markę sygnowaną swoim imieniem i nazwiskiem, która od 2013 roku decyzją syndykatu mody może oficjalnie posługiwać się statusem Haute couture.
Od marca 2016 do lipca 2017 roku pełniła funkcję dyrektora kreatywnego jednego z najstarszych francuskich domów mody – Jeanne Lanvin SA. 
Podczas swojej kariery współpracowała z takimi projektantami jak Jean-Paul Gaultier czy Christian Lacroix. 

## Życiorys
Bouchra Jarrar urodziła się 14 listopada 1970 roku w Cannes w rodzinie o marokańskich korzeniach. Była siódmym dzieckiem. Krawiectwem zainteresowała się dzięki swojej mamie.
Jarrar w 1994 roku ukończyła École Duperré. Po zdobyciu dyplomu rozpoczęła pracę dla marki bieliźnianej Capucine Puerari oraz w dziale odpowiadającym za biżuterię dla domu mody Jean-Paul Gaultier. Kolejnym krokiem w jej karierze było przejście do domu mody Balenciaga. Przez 15 lat współpracowała z ówczesnym dyrektorem kreatywnym - Nicolasem Ghesquièrem. Jarrar piastowała tam stanowisko dyrektor studia projektowego. W 2006 roku zaczęła pracę w studiu haute couture dla marki Christian Lacroix. 
W 2010 roku zadebiutowała marka własna projektantki pod jej nazwiskiem. Bouchra Jarrar początkowo projektowało kolekcje ready-to-wear, a od 2013 roku poszerzyła swoją działalność o kolekcje haute couture.
W 2016 roku Jarrar objęła stanowisko dyrektorki kreatywnej domu mody Lanvin po projektancie Alberze Elbazie. W firmie pracowała do 2017 roku. Zastąpił ją Olivier Lapidus.